# Stadion Juwiłejny w Sumach
Stadion "Juwiłejny" (ukr. Стадіон «Ювілейний», ang. Yuvileiny Stadium) – stadion piłkarski w Sumach na Ukrainie.
Stadion w Sumach został zbudowany 20 września 2001 zgodnie wymóg standardów UEFA i FIFA. Nowy stadion może pomieścić 30 000 widzów (wszystkie miejsca siedzące). Domowa arena klubu FK Sumy.
Wcześniej w miejscu stadionu był inny o nazwie "Spartak", który został wybudowany w 1949 roku. W 1968 stadion przeszedł wielką rekonstrukcję (zwiększono pojemność do 12 000), a w latach 80. został rozebrany w celu zbudowania na jego miejscu nowego 35-tysięcznego stadionu, podobnego do projektu stadionu "Hrazdan" w Erywaniu. Budowa nowej areny rozpoczęła się 2 września 1999.